# Presley Carson
Presley Carson (Roatán, 20 de julio de 1968-Atlanta, Georgia, 28 de febrero de 2024) fue un futbolista hondureño que jugó en la posición de delantero centro.

## Carrera

### Club
| Periodo   | Club           |
| --------- | -------------- |
| 1988–1992 | Platense FC    |
| 1992–1998 | FC Motagua     |
| 1998–1999 | CD Victoria    |
| 1999–2000 | CD Federal     |
| 2001–2002 | Real Comayagua |

### Selección nacional
Carson debutó con Honduras el 29 de marzo de 1995 en un empate 1-1 en un partido amistoso ante Brasil en Goiânia, en el que anotó su primer gol internacional. Jugó en cinco partidos con la selección y anotó tres goles. También jugó en dos ediciones de la Copa Oro de la Concacaf.
Su último partido con Honduras fue el 21 de enero de 1998 en un amistoso ante Costa Rica en Nicoya, donde también anotó un gol.

#### Goles con selección nacional
| N.º | Fecha     | Sede                                                | Rival      | Marcador | Resultado | Torneo                          |
| --- | --------- | --------------------------------------------------- | ---------- | -------- | --------- | ------------------------------- |
| 1   | 29-3-1995 | Estádio Serra Dourada, Goiânia, Brasil              | Brasil     | 1–0      | 1–1       | Amistoso                        |
| 2   | 10-1-1996 | Edison International Field, Anaheim, Estados Unidos | Canadá     | 1–2      | 1–3       | Copa de Oro de la Concacaf 1996 |
| 3   | 21-1-1998 | Estadio Chorotega, Nicoya, Costa Rica               | Costa Rica | 2–1      | 4–1       | Amistoso                        |

## Muerte
Carson murió en Atlanta, Georgia de un ataque cardíaco el 28 de febrero de 2024 a los 55 años.

## Logros
- Liga Nacional de Fútbol de Honduras (2): Apertura 1997, Clausura 1998
- Supercopa de Honduras (1): 1998